# جاك ألبرتسون
جاك ألبرتسون (بالإنجليزية: Jack Albertson)‏ (مواليد 16 يونيو 1907 - الوفاة 25 نوفمبر 1981) هو ممثل أمريكي بدأ مسيرته الفنية عام 1938. كما أنه من الفائزين بجوائز الأوسكار وجائزة إيمي.

## وصلات خارجية
- جاك ألبرتسون على موقع IMDb (الإنجليزية)
- جاك ألبرتسون على موقع الموسوعة البريطانية (الإنجليزية)
- جاك ألبرتسون على موقع ألو سيني (الفرنسية)
- جاك ألبرتسون على موقع ميوزك برينز (الإنجليزية)
- جاك ألبرتسون على موقع تيرنر كلاسيك موفيز (الإنجليزية)
- جاك ألبرتسون على موقع أول موفي (الإنجليزية)
- جاك ألبرتسون على موقع قاعدة بيانات برودواي على الإنترنت (الإنجليزية)
- جاك ألبرتسون على موقع قاعدة بيانات الأفلام السويدية (السويدية)
- جاك ألبرتسون على موقع إن إن دي بي (الإنجليزية)
- جاك ألبرتسون على موقع ديسكوغز (الإنجليزية)